# Distretto di Nkhata Bay
Il distretto di Nkhata Bay (Nkhata Bay District) è uno dei ventotto distretti del Malawi, e uno dei sei distretti appartenenti alla Regione Settentrionale. Copre un'area di 4.071 km² ed ha una popolazione complessiva di 183.885 abitanti (45 ab/km²). Il capoluogo del distretto è Nkhata Bay (ab. 4.048).